# 牟益斌
牟益斌，英文名，原中文名牟一兵，出生于中国浙江省台州市（原浙江省黄岩县）。国际货币基金组织高级经济学家，世界银行总部高级金融经济学家，国际注册金融分析师学院（CFA Institute）会员，哈佛大学梅森学者，金融专业经济学博士。曾在中国人民银行和香港金融管理局工作。他是最先提出中国金融风险性监管理念并付之实践者，也是第一位世界银行总部从中国选拔的的华人青年专家。主要专业领域包括宏观经济金融政策、经济金融改革与发展、金融监管、资本市场、以及中小企业融资。

## 工作简历
牟益斌，国际货币基金组织高级经济学家，世界银行总部高级金融经济学家，是世界银行于2000年在全球万余名候选人中选聘的30余名青年专业人士中唯一一位华人，也是世界银行从中国大陆选拔的第一位青年专业人员。在过去十年中，他主要从事指导世界银行成员国的金融经济与资本市场的改革与发展工作。 　　此前，牟益斌曾在中国人民银行长期工作，并在香港金融管理局短暂工作。在人民银行工作期间，他主要从事金融监管、国有银行不良资产处置与商业化改制、金融改革与开放政策以及金融法规的起草与制定工作。牟益斌在金融改革与发展的学术与实务方面都颇有建树，在中国对银行的监管还处在人事行政管理时，最先提出了中国金融风险性监管理理念并积极实践之。他是中国人民银行首套外资金融机构监管报表与电脑化监管体系的主要设计师，创办了人民银行外资金融机构监管简报，并主导编写了人民银行首部非现场监管手册。在香港金融管理局期间，他主要从事对商业银行的现场监管和对香港金融银行体系的研究工作。他在1992年到2000年期间发表了一系列极其切合中国金融改革热点问题的文章，主张人民银行的职能应从纯政府金融主管机关向真正的中央银行的职能转换并相应调整其机构设置，积极处理国有银行不良资产并进行现代化商业银行改制，构建多层次的金融体系以服务不同层次的客户的需要，建立中国金融风险性监管体系，并将监管方式从合规性为主转变为风险性为主。

## 专业领域
他的专业领域包括宏观经济金融政策与改革、金融监管、资本市场发展、以及中小企业融资；已发表50多篇文章与专著，并多次在国际性研讨会上作专题演讲。

## 教育背景
牟益斌获有美国哈佛大学公共管理硕士学位（MPA），清华大学（英文名：Tsinghua University）五道口金融学yuan(中国人民银行研究生部)金融专业博士学位和经济学硕士学位，南开大学学士学位；并获有哈佛大学梅森学者荣誉。浙江省黄岩中学高中。

## 人生经历
```
                                                                                ——从一个中国农民娃子到哈佛大学梅森学者和世界银行高级金融经济学家　　 
```

少年时代，脱颖而出
　　牟益斌出生在中国浙江省台州市（原浙江省黄岩县）的一个交通闭塞小村庄。年少时的他主业是到生产队干农活，一天挣8个工分，农闲时上学，但是他的成绩总是全校第一。初中毕业那一年，浙江省黄岩中学破例留出40余名向城外广大地区招生的名额，数万名不同年龄的往届、应届学生纷纷报考。当时，牟益斌就读的学校只有油印教学资料，他从未见过铅印试卷，更想不到试卷可以两面印刷。因此，有一门考试，他只答了正面的试题而忽略了背面的题目。尽管如此，牟益斌的总分仍在数万名考生中名列前茅，并被浙江省黄岩中学录取。高中入学竞争无疑是牟益斌人生的第一次重大里程碑，改变了当时农民娃子长大后只能种田的普遍的意识，并教他在日后多次极低概率的选拔中临危不惧、出类拔萃。
求学南开，理转金经
　　80年代末期的中国还处于“学好数理化，走遍世界全不怕”的时代，而南开大学化学系在全国化学专业中首屈一指， 中国科学院学部委员就有7位。 在全国绝大多数大学仍实施班级制时，南开大学作为全国少数几所综合改革试点院校之一， 率先引进了学分制，大胆尝试学生跨系选课和转系转专业。凭借优异的高考成绩，牟益斌很自然受到了南开化学系的青睐。进入南开，他并没有追随大多同学的想法――选择在本系升到研究生的安逸学习规划；而是充分利用学校跨系选课的新政策，广泛到各院系选课，博览群书以取百家之长。当时的南开大学是全国最早少数几个建立结合计算机、经济和管理三大学科的经济信息管理专业的高等院校。牟益斌对该专业的前沿性产生了极大兴趣， 申请转系考试，深得当时治学极为严谨的经济信息管理专业主任王兴德的赏识并被接受。牟益斌也成为南开最先成功实践转系政策的学生之一。此后，转系转专业也在南开大学广为师生接受。 　　自然科学的思维训练和广泛阅读培养了牟益斌独立思考的好习惯，令他能够沉着冷静又富有创造性地面对、迎接各种新问题、新挑战，这使他获益非浅。中国人民银行研究生部，又称五道口，录取率极低，竞争异常激烈。尽管不是金融专业科班出生，但博闻广识和擅长融会贯通的牟益斌在人民银行研究生部入学考试中再次名列前茅，并被录取。从此，牟益斌从自然科学正式转向金融经济领域。后来又经过几番激烈的竞争考试，被人民银行研究生部创办人刘鸿儒教授录取为博士生。
求学五道口，不一样的人生规划
　　90年代初的中国高校流行着两大时尚：其一是托派，即积极学习外语以出国为目标的流派；其二是下海派――南下深圳或海南从事证券行业工作。牟益斌似乎并没有受当时这两大主流时尚的影响，而是利用人民银行研究生部的资源丰富，广泛深入地阅读英文原版金融经济书籍，并选择人民银行作为自己的第一分职业。
加入央行，投身改革
　　在人民银行工作期间，牟益斌主要从事金融监管、国有银行不良资产处置与国有银行商业化改制、金融改革开放政策及金融法规的起草与制定工作。他是人民银行首套外资金融机构监管报表与电脑化监管体系的主要设计者；创办了人民银行外资金融机构监管简报，并主导编写了首部非现场监管手册。 　　当时的人民银行对商业银行的监管主要依靠人事管理，尚未建立监管报表和风险监管意识。牟益斌直接主导设计了中国人民银行首套对在华外资金融机构的监管报表，他所创编的外资金融机构监管简报深受当时人民银行领导的赏识。牟益斌还主导开发了很有创造性的金融监管系统。他由英文文章无论多长，最后总可分解成26个字母受到启发，将监管报表与指标分解成不能再分的600余个子科目，而人民银行的监管系统通过从商业银行中采集这600余个科目，自动生成符合监管要求的各类报表和指标，使人民银行由几乎无风险监管的状况得到彻底改观，成为具备预警智能型的电脑化监管体系。 　　在香港金融管理局期间，他主要从事对商业银行的现场监管和对香港金融银行体系的研究工作。 　　与此同时，牟益斌在学术研究方面也很有成就，最先提出了中国金融风险性监管理理念。他积极参与中国金融热点问题的探讨，发表了30多篇关于金融监管和金融改革与开放的文章 。其主要主张包括：（1）人民银行的职能应从政府金融主管机关为主转向真正中央银行的职能；（2）积极处理国有银行的不良资产并改制为现代商业银行；（3）建立多层次的金融体系以服务不同层次的客户的需要；（4）监管方式应从合规性为主提升到风险性为主。
走出国门，迈向世界
　　此前，牟益斌并没有打算出国学习或工作的念头。但是1998年，牟益斌作为中国央行两位代表之一赴南非参加Basle Committee Working Group on Core Principles and Methodologies会议；1999年，他又以中国央行三位代表之一的身分赴马来西亚EMEAP Working Group on Financial Supervision and Regulation会议。 外国先进的金融经济管理经验给牟益斌留下深刻的印象，也是他产生了出国深造的想法。很快，他的想法得到了不少的积极回应：德国最高荣誉洪堡学者奖学金 (Alexander von Humboldt Scholarship) 邀请他到欧洲的大学或研究机构进行博士后研究；英国政府2000年度的旗舰奖学金项目——Chevening学者奖学金支持他到英国留学；哈佛大学也以全额奖学金录取了他。
```
     孰知命运之神此时为牟益斌开启了另一扇大门，他被世界银行青年专业人士项目（The World Bank Young Professional Program）选中，成为世界银行于2000年在全球万余名候选人中选聘的30余名青年专家中唯一一位华人，也是世界银行从中国选拔的第一位青年专家，开创了华人从中国直接考入世界银行总部专家团队的先河。 　　在世界银行任职一年后，牟益斌受哈佛大学邀请赴哈佛肯尼迪学院攻读公共管理硕士学位（Mid-Career Master in Public Administration）。哈佛肯尼迪学院当时教研究生高级宏观经济学的教授发现牟益斌的经济理论基础很扎实，就请牟益斌做了他的高级宏观经济学课的助教，这对一个刚到美国才一年，英语还具有挑战性的中国“土博士”来说，是一个专业上的极大肯定。
```

任职世界银行、国际货币基金组织，服务各国金融经济发展
```
  2002年后，牟益斌重返世界银行，自此开始了他指导世界银行成员国金融与经济发展的国际职员生涯。他以广博的知识、自然科学与社会科学的综合训练、对东西方金融经济体系发展的深入了解、以及自己多年直接参与金融改革的亲身经历，先后为罗马尼亚、印度、孟加拉、斯里兰卡、萨尔瓦多、越南等40多个国家的金融与经济发展提供了卓有成效的技术支援。例如，2004年前后的格鲁吉亚，通货膨胀率约17%，银行存款利率约20%，而政府发行国债得付65%以上的利息。格鲁吉亚政府每年都为必须支付这笔巨额利息而烦恼，寻求技术援助。牟益斌提出了改进格鲁吉亚国债发行市场的建议。格鲁吉亚政府接受了他的建议不到半年，格鲁吉亚的国债利息降低到20%左右。有例如，2009年初，塞尔维亚政府因受国际金融危机的影响，急需发行国债，但是塞尔维亚 财政部拍卖国债总是失败，许多国际专家也束手无策。于是塞尔维亚政府向牟益斌寻求技术帮助，数月后，塞尔维亚政府发行国债再也没有失败过。在其多年的国际职员生涯中，牟益斌形成了务实、有效、创新、把很复杂问题讲的很简单的自己的风格。
```

## 相关资料来源
1. 联合国青年大会——中方官网http://www.unyouth.cn/NewsShow.aspx?sid=3&id=97[永久]
2. 作者介绍：South Asian Bond Markets: Developing Long-term Finance for Growth, ISBN 978-0-8213-7601-0, 世界银行出版社2008版.